# Paulo Sérgio Silvestre do Nascimento
Paulo Sérgio Silvestre do Nascimento (São Paulo, 2 juni 1969) is een voormalig Braziliaans profvoetballer. Hij was in 1994 onderdeel van het Braziliaanse elftal dat wereldkampioen werd in de Verenigde Staten.

## Carrière
Paulo Sérgio begon zijn carrière in 1988 bij Corinthians. Zes jaar later maakte hij de overstap naar Europa toen hij voor miljoenen werd binnengehaald door Bayer Leverkusen. Samen met de van Atlético Madrid overgekomen Bernd Schuster moest hij de lijnen gaan uitzetten bij de ambitieuze club. In Leverkusen ontpopte de Braziliaan zich als een trefzekere schaduwspits. In 1997 vertrok Paulo Sérgio naar de Serie A en ondertekende hij een contract bij AS Roma. Gedurende twee seizoenen vormde hij een succesvol aanvalskoppel met Francesco Totti en Marco Delvecchio. Toen Vincenzo Montella in 1999 overkwam van Sampdoria mocht Paulo Sérgio vertrekken van de nieuw aangestelde trainer Fabio Capello. Bayern München werd de nieuwe werkgever van de spits, die voor 16 miljoen gulden van club wisselde. Met deze transfer werd Paulo Sérgio de duurste speler uit de clubhistorie. Bij Bayern kende de Braziliaan zijn grootste successen op clubniveau. Zo won hij onder meer twee landstitels en de Champions League. In 2002 vertrok de spits naar de Verenigde Arabische Emiraten. Hij tekende een tweejarig contract bij Al-Wahda maar zou er slechts vier maanden spelen. Uiteindelijk besloot de Braziliaan in 2003 zijn carrière af te sluiten in eigen land bij Bahia.

## Erelijst
Met Bayern München:
- Bundesliga: 1999/00, 2000/01
- DFB-Pokal: 1999/00
- DFB-Ligapokal: 1999, 2000
- Champions League: 2000/01
- Wereldbeker: 2001

Met Brazilië:
- Wereldkampioen: 1994